# Марго Роби
Марго Роби (енгл. Margot Robbie; Долби, 2. јул 1990) аустралијска је глумица.

## Биографија
У периоду између 2008. године и 2011. године тумачила је улогу Доне Фридман у популарној аустралијској сапуници Суседи, која јој је донела две номинације за награду Лоџи. Након пресељења у Сједињене Америчке Државе играла је једну од главних улога у Еј-Би-Си-јевој серији Пан Ам која је отказана након прве сезоне. Пажњу шире публике Робијева је привукла 2013. године захваљујући улози у криминалистичкој комедији Вук са Вол Стрита Мартина Скорсезеа. Године 2015. била је номинована за награду БАФТА за будућу звезду и наступила је уз Вила Смита у филму Фокус.
Године 2016. тумачила је улогу Харли Квин у филму Одред отписаних и Џејн Портер у филму Легенда о Тарзану. Изведба у биографској црној комедији Ја, Тоња из 2017. године донела јој је номинације за низ престижних признања укључујући Оскар, Златни глобус, БАФТУ и Награду Удружења глумаца за најбољу глумицу у главној улози.

## Филмографија
| Улоге у филмовима   |                              |               |                    | |
| Година              | Српски назив                 | Изворни назив | Улога              | Напомена |
| 2013.               | Време за љубав               |               | Шарлот             | |
| 2013.               | Вук са Вол Стрита            |               | Наоми Лапаља       | Награда Емпајер за најбољег женског новајлију номинација - БАФТА за будућу звезду номинација - Награда Удружења телевизијских филмских критичара за најбољу филмску поставу номинација - МТВ филмска награда за највеће глумачко откриће |
| 2015.               | З за Закарија                |               | Ен Берден          | |
| 2015.               | Фокус                        |               | Џес Барет          | |
| 2015.               | Француски апартман           |               | Селин              | |
| 2015.               | Опклада века                 |               | Марго Роби         | камео |
| 2016.               | Виски, танго, фокстрот       |               | Тања Вандерпол     | |
| 2016.               | Легенда о Тарзану            |               | Џејн Портер        | |
| 2016.               | Одред отписаних              |               | Харли Квин         | Награда Удружења телевизијских филмских критичара за најбољу глумицу у акционом филму номинација - Награда Сатурн за најбољу споредну женску улогу (филм) |
| 2017.               | Ја, Тоња                     |               | Тоња Хардинг       | такође продуценткиња Награда Удружења телевизијских филмских критичара за најбољу глумицу у комедији Интернационална награда аустралијског филмског института за најбољу глумицу номинација - Оскар за најбољу глумицу у главној улози номинација - Златни глобус за најбољу главну глумицу у играном филму (мјузикл или комедија) номинација - БАФТА за најбољу глумицу у главној улози номинација - Награда Удружења телевизијских филмских критичара за најбољу глумицу у главној улози номинација - Награда Удружења филмских глумаца за најбољу глумицу у главној улози номинација - Награда Спирит за најбољу глумицу у главној улози номинација - Награда Сателит за најбољу глумицу у главној улози |
| 2017.               | Збогом, Кристофере Робине    |               | Дафни де Селинкорт | |
| 2018.               | Зец Петар                    |               | Флопси (глас)      | |
| 2019.               | Било једном у Холивуду       |               | Шерон Тејт         | |
| 2019.               | Оне су бомбе                 |               | Кајла Поспишил     | номинација - Оскар за најбољу глумицу у споредној улози |
| 2020.               | Птице грабљивице             |               | Харли Квин         | |
| 2021.               | Зец Петар: Скок у авантуру   |               | Флопси (глас)      | |
| 2021.               | Одред отписаних: Нова мисија |               | Харли Квин         | |
| 2022.               | Амстердам                    |               | Валери Воуз        | |
| 2022.               | Вавилон                      |               | Нели Ларој         | |
| 2023.               | Астероид Сити                |               | Стинбекова супруга | |
| 2023.               | Барби                        |               | Барби              | |
| 2026.               | Оркански висови              |               | Кетрин Ерншо       | |
| Улоге у ТВ серијама |                              |               |                    | |
| 2008–2011.          | Суседи                       |               | Дона Фридман       | 311 епизода |
| 2011–2012.          | Пан Ам                       |               | Лора Камерон       | 14 епизода |
| 2016.               | Уживо суботом увече          |               | домаћин            | епизода: |